# 根西议会
根西议会（法語：États de Guernesey）是英国王室属地根西行政区的立法机关。根西议会实行一院制，由47名议员组成。议会任期4年。现任执达吏（即议长）是理查德·麦克马洪爵士。

## 外部運結
- States of Guernsey Government （页面存档备份，存于）